# Botanophila trilineata
Botanophila trilineata är en tvåvingeart som först beskrevs av Stein 1898.  Botanophila trilineata ingår i släktet Botanophila och familjen blomsterflugor. Inga underarter finns listade i Catalogue of Life.